# Тишкин, Алексей Алексеевич
Алексе́й Алексе́евич Ти́шкин (род. 5 сентября 1963, село Новосклюиха, Алтайский край) — российский историк, археолог, доктор исторических наук (2007), доцент (2001), профессор (2009), почетный доктор Ховдского государственного университета (Монголия, 2009), Заслуженный работник высшей школы Российской Федерации (2023).
Заведующий кафедрой археологии, этнографии и музеологии, главный научный сотрудник Лаборатории междисциплинарного изучения археологии Западной Сибири и Алтая Алтайского государственного университета. Главный редактор журнала «Теория и практика археологических исследований», член редакционных коллегий или советов таких журналов, как «Российская археология», «Археология, этнография и антропология Евразии», «Известия Алтайского государственного университета», «Известия лаборатории древних технологий» и др.

## Биография
5 сентября 1963 года родился в с. Новосклюиха (Рубцовский район Алтайского края).
В 1978 году окончил Новосклюихинскую восьмилетнюю школу; в 1982 году завершил обучение в Рубцовском педагогическом училище и поступил в Алтайский государственный университет на исторический факультет;

1983 г. — первая археологическая экспедиция (Алтай);

1983-1985 гг. — служба в ракетных войсках стратегического назначения (Украинская ССР);
В 1985 году продолжил обучение на историческом факультете АлтГУ; 

1986-1988 гг. — стал специализироваться по археологии; выступил с докладом на Региональной археологической студенческой конференции (г. Новосибирск); принял участие в крупном Всесоюзном форуме «Студент и научно-технический прогресс» (г. Новосибирск); вышла первая научная публикация (г. Чита), получил Открытый лист и провел самостоятельные археологические обследования в предгорьях Алтая; 

1989 г. — окончил Алтайский государственный университет и распределился в Лабораторию археологии, этнографии и истории Алтая АлтГУ; принят на должность старшего лаборанта Научно-исследовательского сектора (НИСа); осуществил первые самостоятельные раскопки на Алтае; 

1990-1992 г. — переведен на должность младшего научного сотрудника НИСа; реализовал ряд крупных хоздоговорных экспедиций; 

1992-1996 гг. — обучение в очной аспирантуре на кафедре археологии, этнографии и источниковедения АлтГУ (научный руководитель — Юрий Федорович Кирюшин); 

1994-1995 гг. — стипендиат Барнаула за достижения в научно-исследовательской работе; 

1996 г. — защитил кандидатскую диссертацию "Культура населения Центрального и Северно-Западного Алтая в раннескифское время"; принят научным сотрудником в НИС АлтГУ; 

1997 г. — переведен на должность доцента кафедры археологии, этнографии и источниковедения АлтГУ; вышла первая монография «Скифская эпоха Алтая. Ч.I: Культура населения в раннескифское время» (в соавторстве с Ю. Ф. Кирюшиным); 

1998 г. — назначен заместителем заведующего кафедрой; стал членом Ученого совета исторического факультета; в качестве одного из ответственных редакторов впервые подготовил к изданию сборник научных трудов; 

1999 г. — участвовал в организации и проведении конференции «Итоги изучения скифской эпохи Алтая и сопредельных территорий», на которой выступил с обоснованием бийкенской археологической культуры (совместный доклад с Ю. Ф. Кирюшиным); 

2001 г. — получил аттестат доцента по кафедре археологии, этнографии и источниковедения; 

2002 г. — предоставлено право руководства аспирантами; 

2006 г. — приступил к реализации крупной научно-исследовательской программы по изучению археологии Монгольского Алтая; защитил докторскую диссертацию "Алтай в эпоху поздней древности, раннего и развитого средневековья : культурно-хронологические концепции и этнокультурная история" (научный консультант — Ю. Ф. Кирюшин);

2007 г. — присуждена степень доктора исторических наук и получен соответствующий диплом; стал работать в должности профессора кафедры археологии, этнографии и музеологии; опубликовал монографию «Создание периодизационных и культурно-хронологических схем: исторический опыт и современная концепция изучения древних и средневековых народов Алтая», которая позднее была признана лучшей научной книгой в АлтГУ; 

2008 г. — избран членом ученого совета АлтГУ, стал выполнять обязанности председателя комиссии по науке; включен в состав объединённого совета по защите докторских и кандидатских диссертаций ДМ 212.005.08 при АлтГУ; 

2009 г. — получил аттестат профессора по кафедре археологии, этнографии и музеологии; 

2011 г. — установил сотрудничество с Институтом археологии провинции Шэньси (г. Сиань, Китай); 

2012 г. — осуществил ряд крупных научных мероприятий в России и за рубежом; опубликована монография на китайском языке; участвовал в организации и проведении II Международного конгресса средневековой археологии Евразийских степей; 

2013 г. — руководил крупным проектом по изучению памятников Монголии, Китая, Казахстана и Алтая; включен в состав экспертной комиссии ВАК по истории Министерства образования и науки РФ; стал работать проректором по научно-инновационной работе АГУ; 

2014 г. — вышла монография на корейском языке; 

2016 г. — в качестве приглашенного профессора читал лекции в Нанкинском университете (Китай); получил грант Российского научного фонда;

2017 г. — занесен в Галерею Почета преподавателей и сотрудников Алтайского государственного университета; стал одним из основных организаторов V (XXI) Всероссийского археологического съезда в Барнауле-Белокурихе;

2018 г. — прочитал лекцию в Медицинской школе Гарвардского университета; с научными целями посетил несколько стран мира.
Супруга — Тишкина (Харченко) Татьяна Владимировна (1967), кандидат исторических наук, доцент; дочь — Тишкина Ксения Алексеевна (1990), кандидат исторических наук, преподаватель; сын — Тишкин Алексей Алексеевич (2000), студент.

## Награды и почётные звания
- Четырежды лауреат Премии Алтайского края в области науки и техники (2006, 2011, 2015, 2021)
- Медаль «За заслуги в труде» (2013).
- Лауреат национальной премии «Хрустальный компас» в области национальной географии, экологии, сохранения и популяризации природного и историко-культурного наследия России в номинации «Научное достижение» (2013).
- Национальная премия «Профессор года»-2018 (региональная номинация по Сибирскому Федеральному округу).
- Лауреат общенациональной премии «Профессор года»-2022 в номинации «Исторические науки» (премия Российского профессорского собрания[4])
- Лауреат премии Алтайской краевой общественной организации «Демидовский фонд» в номинации «История и краеведение» (2023)
- Заслуженный работник высшей школы Российской Федерации (4 декабря 2023) — за заслуги в научно-педагогической деятельности, подготовке квалифицированных специалистов и многолетнюю добросовестную работу[5]
- Медаль «За заслуги во имя созидания» (30 августа 2023) — за значительный вклад в социально-экономическое развитие Алтайского края

## Научная деятельность и труды
- Автор и соавтор более 900 научных и учебно-методических трудов, вышедших в России, Монголии, Китае, Казахстане, Южной Корее, Германии, США, Польше, Австрии, Иране и других странах мира, среди них 25 монографий.
- Осуществлял руководство большим количеством проектов, получивших поддержку ведущих фондов и программ РФ.
- Является редактором и соредактором более 40 сборников научных трудов.
- Председатель совета по защите диссертаций на соискание ученой степени кандидата наук, на соискание ученой степени доктора наук 24.2.269.01 по научным специальностям 5.6.1 Отечественная история (исторические науки); 5.6.3 Археология (исторические науки); 5.6.5 Историография, источниковедение и методы исторического исследования (исторические наук), созданного на базе ФГБОУ ВО «Алтайский государственный университет».

### Монографии
1. Кирюшин Ю. Ф., Тишкин А. А. Скифская эпоха Горного Алтая. Ч. I: Культура населения в раннескифское время. Барнаул: Изд-во Алт. ун-та, 1997. 232 с. Тираж 1000 экз. ISBN 5-7904-0026-4.
2. Тишкин А. А., Горбунов В. В., Казаков А. А. Курганный могильник Телеутский Взвоз-I и культура населения Лесостепного Алтая в монгольское время. Барнаул: Изд-во Алт. ун-та, 2002. 276 с. Тираж 500 экз. ISBN 5-7904-0285-2.
3. Тишкин А. А., Дашковский П. К. Социальная структура и система мировоззрений населения Алтая скифской эпохи. Барнаул: Изд-во Алт. ун-та, 2003. 430 с. Тираж 1000 экз. ISBN 5-7904-0322-0.
4. Кирюшин Ю. Ф., Грушин С. П., Тишкин А. А. Погребальный обряд населения эпохи ранней бронзы Верхнего Приобья (по материалам грунтового могильника Телеутский Взвоз-I). Барнаул: Изд-во Алт. ун-та, 2003. 333 с. Тираж 500 экз. ISBN 5-7904-0257-7.
5. Кирюшин Ю. Ф., Степанова Н. Ф., Тишкин А. А. Скифская эпоха Горного Алтая. Часть II: Погребально-поминальные комплексы пазырыкской культуры. Барнаул: Изд-во Алт. ун-та, 2003. 234 с. Тираж 450 экз. ISBN 5-7904-0145-6.
6. Кирюшин Ю. Ф., Малолетко А. М., Тишкин А. А. Березовая Лука — поселение эпохи бронзы в Алейской степи. Барнаул: Изд-во Алт. ун-та, 2005. Т. 1. 288 с.+вкл. Тираж 500 экз. ISBN 5-7904-0394-8.
7. Тишкин А. А., Горбунов В. В. Комплекс археологических памятников в долине р. Бийке (Горный Алтай). Барнаул: Изд-во Алт. ун-та, 2005. 200 с.+вкл. Тираж 500 экз. ISBN 5-7904-0461-8.
8. Социальная структура ранних кочевников Евразии: колл. монография / Н. Н. Крадин, А. А. Тишкин, А. В. Харинский, С. А. Васютин, А. В. Коротаев, П. К. Дашковский, С. С. Матренин, А. С. Васютин, Н. А. Гаврилюк, Н. П. Матвеева, С. В. Данилов, П. Б. Коновалов, Д. Г. Савинов, С. С. Тихонов; под ред. Н. Н. Крадина, А. А. Тишкина, А. В. Харинского. Иркутск: Изд-во Иркутского гос. тех. ун-та, 2005. 312 с. Тираж 800 экз. ISBN 5-8038-0334-0.
9. Суразаков А. С., Тишкин А. А. Археологический комплекс Кызык-Телань-I в Горном Алтае и результаты его изучения. Барнаул: Азбука, 2007. 232 с.: ил. Тираж 250 экз. ISBN 978-5-93957-227-9.
10. Тишкин А. А. Создание периодизационных и культурно-хронологических схем: исторический опыт и современная концепция изучения древних и средневековых народов Алтая. Барнаул: Изд-во Алт. ун-та, 2007. 356 с. Тираж 500 экз. ISBN 978-5-7904-0731-4.
11. Дашковский П. К., Самашев З. С., Тишкин А. А. Комплекс археологических памятников Айна-Булак в Верхнем Прииртышье (Восточный Казахстан). Барнаул: Азбука, 2007. 96 с. + вкл. Тираж 300 экз. ISBN 978-5-93957-237-8.
12. Суразаков А. С., Тишкин А. А. Шелепова Е. В. Археологический комплекс Котыр-Тас на Алтае. Барнаул: Изд-во Алт. ун-та, 2009. 112 с.: ил.+вкл. Тираж 300 экз. ISBN 978-5-7904-0865-6.
13. Горбунова Т. Г., Тишкин А. А., Хаврин С. В. Средневековые украшения конского снаряжения на Алтае: морфологический анализ, технологии изготовления, состав сплавов. Барнаул: Азбука, 2009. — 144 с. Тираж 300 экз. ISBN 978-5-93957-366-5.
14. Тишкин А. А. Алтай в монгольское время (по материалам археологических памятников). Барнаул: Азбука, 2009. 208 с.: ил.+вкл. Тираж 300 экз. ISBN 978-5-93957-367-2.
15. Кирюшин Ю. Ф., Грушин С. П., Тишкин А. А. Березовая Лука — поселение эпохи бронзы в Алейской степи. Барнаул: Изд-во Алт. ун-та, 2011. Т. II. 171 с.: ил. Тираж 300 экз. ISBN 978-5-7904-1065-9.
16. Тишкин А. А., Серёгин Н. Н. Металлические зеркала как источник по древней и средневековой истории Алтая (по материалам Музея археологии и этнографии Алтая Алтайского государственного университета). Барнаул: Азбука, 2011. 144 с. Тираж 300 экз. ISBN 978-5-93957-440-2.
17. Владимиров В. Н., Гончаров Ю. М., Ильина Е. В., Колдаков Д. В., Кухаренко А. Е., Лукерина Я. Е., Лысенко Ю. А., Соболева Т. Н., Тишкин А. А. Комплексные исторические исследования в области изучения Западной и Южной Сибири с древнейших времени до современности. Барнаул: Изд-во Алт. ун-та, 2011. Т. I. 156 с. Тираж 300 экз. ISBN 978-5-93957-478-5.
18. Тишэньцзинь А. А., Селецзинь Н. Н. Цзиньшу цзин: Аэртай гудай хэ чжуншицзидэ цзыляо: (Гэньцзюй Аэртай голи дасюэ Аэртай каогусюэ юй миньцзусюэ боугуань цзыляо) [Тишкин А. А., Серёгин Н. Н. Металлические зеркала как источник по древней и средневековой истории Алтая (по материалам Музея археологии и этнографии Алтайского государственного университета)]. Пекин: Вэньу губаньшэ, 2012. 137 с. (на китайском языке). Тираж 1000 экз. ISBN 978-7-5010-3508-3.
19. Bokovenko N.A., Kungurov A.L., Tishkin A.A., Devlet E.G., Jang Seog-Ho Altai Sketch: The Gorno Altai. Seoul. Northeast Asian History Foundation. 2014. 376 p. (на корейском языке). Тираж 1000 экз. ISBN 978-89-6187-356-7; ISBN 978-89-6187-326-0.
20. Елунинский археологический комплекс Телеутский Взвоз-I в Верхнем Приобье: опыт междисциплинарного изучения : колл. монография / С. П. Грушин, Ю. Ф. Кирюшин, А. А. Тишкин, В. В. Горбунов, А. А. Казаков, П. Г. Дядьков, О. А. Позднякова, К. Н. Солодовников, С. С. Тур, Т. М. Потемкина, А. В. Бондаренко, В. А. Борисов, П. А. Косинцев, Л. Л. Гайдученко, И. А. Вальков, Г. А. Миляев, Л. В. Сатаева, П. В. Волков, Е. А. Пономарева, К. И. Воронкин; отв. ред. А. П. Деревянко. Барнаул: Изд-во Алт. ун-та, 2016. 270 с. Тираж 300 экз. ISBN 978-5-7904-2089-4.
21. Тишкин А. А., Серёгин Н. Н., Матренин С. С. Уркошский археологический микрорайон (Центральный Алтай). Барнаул: Изд-во Алт. ун-та, 2016. 208 с. (Археологические памятники Алтая. Вып. 1). Тираж 500 экз. ISBN 978-5-7904-2159-4.
22. Тишкин А. А., Мыльников В. П. Деревообработка на Алтае во II в. до н. э. — V в. н. э. (по материалам памятников Яломан-II и Бош-Туу-I). Барнаул : Изд-во Алт. ун-та, 2016. 192 с. : ил. (Археологические памятники Алтая. Вып. 2). Тираж 550 экз. ISBN 978-5-7904-2159-4; ISBN 978-5-7904-2160-0 (вып. 2).
23. От века бронзового до века цифрового: феномен миграции во времени: колл. монография / А. Н. Алексеенко, М. Р. Арпентьева, А. Н. Атрашкевич, М. Н. Балдано, Т. С. Василенко, С. А. Васютин, В. В. Вертоградова, Галиймаа Нямаа, П. К. Дашковский, Е. В. Диденко, Дурсун Сонер, В. И. Дятлов, А. Б. Есимова, Е. Н. Квилинкова, И. А. Керимова, С. В. Кириченко, О. Н. Колесникова, Н. Н. Крадин, И. О. Лебедева, М. К. Любарт, А. А. Немировский, С. А. Панарин, Перси Уго, А. А. Петрова, Д. В. Полетаев, Р. Ю. Почекаев, В. Д. Пузанов, В. А. Сакович, С. Л. Саркисян, Теферра Зелалем, А. А. Тишкин, Ю. С. Файзрахманова, Т. Ф. Хайдаров, Н. Н. Цветкова, С. В. Шачин, Е. В. Шевцова, Е. А. Шершнева; сост., науч., лит. ред. С. А. Панарин; ред. англ. текстов А. А. Космарский. Барнаул : Изд-во Алт. ун-та, 2018. 436 с. ISBN 978-5-7904-2258-4.
24. Тишкин А. А., Матренин С. С., Шмидт А. В. Алтай в сяньбийско-жужанское время (по материалам памятника Степушка). Барнаул : Изд-во Алт. ун-та, 2018. 368 с. : ил. (Археологические памятники Алтая. Вып. 3). ISBN 978-5-7904-2159-4; ISBN 978-5-7904-2203-4
25. Кирюшин Ю. Ф., Тишкин А. А., Матренин С. С., Кунгуров А. Л., Семибратов В. П. Тыткескенский археологический микрорайон Северного Алтая: культурно-хронологические комплексы поздней древности и раннего Средневековья / науч. ред. В. В. Горбунов . Барнаул : Изд-во Алт. ун-та, 2020. 296 с. (Археологические памятники Алтая. Вып. 4). ISBN 978-5-7904-2505-9; ISBN 978-5-7904-2159-4
26. Горбунов В. В., Тишкин А. А. Курганы сросткинской культуры на Приобском плато / науч. ред. А. В. Харинский, А. Л. Кунгуров. Барнаул : Изд-во Алт. ун-та, 2022. 320 с. : ил. (Археологические памятники Алтая. Вып. 6). ISBN 978-5-7904-2673-5